# Calycopis lolina
Calycopis lolina is een vlinder uit de familie van de Lycaenidae. De wetenschappelijke naam van de soort is voor het eerst geldig gepubliceerd door Godman & Salvin.